# 阿扎爾邦索夫拉村
阿扎爾邦-索夫拉村（波斯語：ازاربن سفلي），是伊朗吉兰省阿姆拉什县兰库区沙布庫斯拉特鄉的一个村。2006年人口普查顯示該村人口为208人，分佈在58个家庭中。